# L'Écho des Alpes
 (janvier 2024).
Si vous disposez d'ouvrages ou d'articles de référence ou si vous connaissez des sites web de qualité traitant du thème abordé ici, merci de compléter l'article en donnant les références utiles à sa vérifiabilité et en les liant à la section « Notes et références ».
L’Écho des Alpes est un journal suisse publié de 1839 à 1844 en Valais,, au rythme de deux éditions par semaine. Il est historiquement le premier journal politique du canton. Il est censuré en 1844, le jour où le Grand Conseil dissout le mouvement Jeune Suisse.   
Considéré comme libéral-démocrate et anticlérical, il est le porte-parole de l'aile radicale du mouvement libéral-radical, à la base de la Constituante de 1839. Il paraît sur deux colonnes, les jeudi et dimanche, pour un abonnement annuel de 10 francs.
Avec son sous-titre Journal du Valais, remplacé un peu plus tard par la devise de la Jeune Suisse, Liberté, Égalité, Humanité, le journal d’opinion veut intéresser les citoyens aux affaires de leur pays.
Pour son rédacteur Alphonse Morand, le journal est le porte-voix d’un peuple qui « se réveille et se régénère » et qui défend ses droits « contre les attaques d’une poignée d’aristocrates » pour qu’enfin « le langage de la vérité se fasse donc entendre ».

## Ligne éditoriale et interdiction du titre en 1844
Après avoir proclamé que « c’est l’instruction qui rend un peuple libre », le refus de la loi scolaire, par le Haut-Valais et par le clergé, rend l’Écho des Alpes très agressif. Malgré les avertissements du Département de l’Intérieur, Morand donne libre cours à son tempérament combatif et avec ses chroniqueurs – Ch.-L. de Bons, A.-F. Pottier, E. Boujean ou encore Louis Gard – ils alimentent les colonnes de polémiques (l’affaire des couvents d’Argovie), d'inculpations d’inconséquence, d’égoïsme ou de vues ambitieuses envers les libéraux, qualifiés de juste-milieu.
Le journal se positionne en 1840 contre le gouvernement valaisan dans l'affaire des couvents d'Argovie, prémices de la guerre du Sonderbund. Il prend en 1842 fait et cause contre le mouvement d'excommunication qui touche les membres de la Jeune Suisse, auxquels les sacrements sont refusés.
Les ripostes ne tardent pas, c’est d’abord celle du Conseil d'État, qui envoie un courrier d'admonestation au journal en avril 1842, lui reprochant « des attaques inconvenantes contre les personnes, contre les choses et contre la religion ». Suit le clergé, avec Maurice Fabien Roten qui, dans sa lettre pastorale d'août 1842, interdit la lecture d’une feuille qui répand des « flots de mensonges ». Deux ans plus tard, après la défaite de la Jeune suisse lors de la bataille du Trient du 21 mai 1844, sur proposition du Conseil d'État, le Grand Conseil du canton du Valais décide de supprimer L’Écho des Alpes par décret le 24 mai 1844, considérant « les  maux  incalculables qu'a  produits le journal ».